# Hohengöhren
Hohengöhren este o comună din landul Saxonia-Anhalt, Germania.